# Hilmar-Irwin (Kalifornija)
Hilmar-Irwin je naseljeno područje za statističke svrhe u američkoj saveznoj državi Kalifornija. Prema popisu stanovništva iz 2010. u njemu je živjelo 5.197 stanovnika.